# Per Enflo

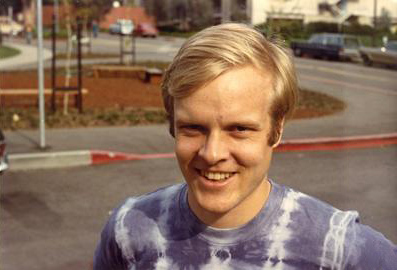
Per Enflo (1972)

Per Enflo (Aussprache [ˌpæːɹ ˈeːnfluː], * 30. Mai 1944 in Stockholm) ist ein schwedischer Mathematiker und Universitätsprofessor an der Kent State University in Ohio, USA. Er ist für die Lösung einiger fundamentaler Probleme der Funktionalanalysis (Theorie der Banachräume) bekannt.

## Leben
Enflo ist eines von fünf Kindern eines Vermessers und einer Schauspielerin. Er war als Kind sowohl in Mathematik als auch in Musik frühbegabt. 1956 und 1961 gewann er die schwedischen nationalen Klavierwettbewerbe für Jugendliche und hatte sein Debüt als Solopianist mit zwölf Jahren mit dem Königlich Schwedischen Opernorchester. Er studierte neben Klavier auch Komposition und Dirigieren und trat auch in den 2000er Jahren noch regelmäßig öffentlich auf. 1999 nahm er am ersten internationalen van-Cliburn-Wettbewerb für Amateur-Konzertpianisten teil.
Enflo studierte Mathematik an der Universität Stockholm, wo er 1970 bei Hans Rådström über die unendlichdimensionale Version von Hilberts fünftem Problem promoviert wurde (Investigations on Hilbert’s fifth problem for non locally compact groups). Er war danach an den Universitäten von Stockholm, der University of California, Berkeley, der Stanford University, der École polytechnique (Paris), dem Mittag-Leffler-Institut, der Königlich Technischen Universität in Stockholm und der Ohio State University. Er ist Professor an der Kent State University, seit 1989 mit dem Titel University Professor. 1975 erhielt er ein Forschungsstipendium der Alfred P. Sloan Foundation (Sloan Research Fellowship).

## Werk
Bekannt wurde Enflo für die Lösung einiger etwa 40 Jahre lang ungelöster Probleme der Funktionalanalysis. Stanisław Mazur stellte im Schottischen Buch (Problem Nr. 153) die Frage, ob jeder separable Banachraum eine Schauder-Basis hat. Später wurde das von Alexander Grothendieck mit der sogenannten Approximationseigenschaft von Banachräumen in Verbindung gebracht, das heißt mit der Frage, ob in jedem Banachraum jeder kompakte Operator Grenzwert von Operatoren endlichen Ranges ist. Enflo beantwortete beide Probleme negativ - er konstruierte einen separablen Banachraum, in dem weder die Approximationseigenschaft gilt noch eine Schauderbasis existiert. Stanisław Mazur hatte dafür ursprünglich nach dem Vorschlag von Stefan Banach 1936 eine Gans als Preisgeld gestiftet, die Enflo dann auch 1972 von Mazur in einer feierlichen Zeremonie überreicht wurde. An dem Beweis hatte Enflo seit 1967 gearbeitet, und er entwickelte dabei neue Methoden, die auch in anderen Bereichen der Mathematik Anwendung fanden.
1975 löste er ein weiteres fundamentales lange offenes Problem der Theorie der Banachräume, das Problem invarianter Unterräume in Banachräumen. Er löste es im negativen Sinn, das heißt, er zeigte die Existenz eines linearen beschränkten Operators ohne invarianten nichttrivialen Unterraum in einem Banachraum. Die Skizze des Beweises veröffentlichte er 1976 im Seminar von Laurent Schwartz und Maurey der Ecole Polytechnique, der vollständige Beweis zirkulierte über ein Jahrzehnt als Manuskript und wurde erst 1987 publiziert. Er arbeitete an dem komplexen Beweis von 1970 bis 1975, und auch hier fanden die Methoden Anwendungen in anderen Bereichen der Mathematik wie in der Entwicklung von Algorithmen für Polynom-Faktorisierung. Auch danach arbeitete Enflo an anderen Aspekten des Problems invarianter Unterräume wie der nach wie vor offenen Hilbertraum-Version.
1974 war er Invited Speaker auf dem Internationalen Mathematikerkongress in Vancouver (Recent results on general Banach spaces).
Enflo befasste sich auch mit Populationsgenetik, zum Beispiel in der Frage, ob sich die Populationen von Neandertaler und Homo sapiens vermischt haben.